# Sir Nicky – Held wider Willen
Sir Nicky – Held wider Willen ist ein tschechisches Dokudrama aus dem Jahr 2011 des Regisseurs Matej Mináč. Es basiert auf dem Wirken von Nicholas Winton, der 1939 vor dem Ausbruch des Zweiten Weltkriegs 669 überwiegend jüdische Kinder aus der Tschechoslowakei rettete, indem er ihren Transport nach Großbritannien organisierte und Gastfamilien suchte, die bereit waren, die Kinder aufzunehmen.

## Hintergrund
Der Regisseur und Drehbuchautor Matej Mináč hatte zuvor bereits zwei Filme gedreht, die sich mit Nicholas Wintons Rettung jüdischer Kinder aus der Tschechoslowakei vor Ausbruch des Zweiten Weltkriegs beschäftigten: den Dokumentarfilm All my Loved Ones (1999) und den mit einem Emmy ausgezeichneten Dokumentarfilm The Power of Good: Nicholas Winton (2001). Durch die Veröffentlichung dieser Filme wurden zahlreiche dieser Kinder ausfindig gemacht, darunter der US-amerikanische Wissenschaftler Benjamin Abeles und die Genetikerin Liesl Silverstone, deren Geschichten in Sir Nicky - Held wider Willen aufgegriffen werden.
Nicholas Winton, der persönlich im Film auftritt, war bei der Produktion bereits über 100 Jahre alt.
Joe Schlesinger, der den begleitenden Kommentar geschrieben hat und ihn in der Originalversion spricht, war selbst eines der geretteten Kinder.
Der Film wurde in Deutschland erstmals am 18. Januar 2012 ausgestrahlt.

## Inhalt
Der Film rekonstruiert die dramatische Rettungsaktion der tschechoslowakischen Kinder, die 1939 auf fünf Transporten per Zug und Schiff von Prag über die Niederlande nach London gebracht wurden, und erzählt das Schicksal mehrerer Kinder, die mit diesen Transporten nach Großbritannien gekommen waren. Er kombiniert Originalaufnahmen mit nachgestellten Szenen. In den Film integriert sind Interviews mit damals Geretteten, die Jahrzehnte später als alte Menschen auf ihre Rettung in der Kindheit und den Verlauf ihres weiteren Lebens zurückblicken. Der letzte Teil des Films widmet sich den Reaktionen, die das Bekanntwerden der Rettungsaktion, von der die Öffentlichkeit erst 1988 erfuhr, ausgelöst hat: Das humanitäre Wirken Nicholas Wintons inspirierte unzählige Menschen in aller Welt dazu, sich auf unterschiedliche Weise für andere Menschen zu engagieren, Nicholas Winton selbst wurden zahlreiche Ehrungen zuteil.

## Rezeption
Von den Zuschauern erhielt der Film überwiegend sehr gute Bewertungen: Bei Rotten Tomatoes gaben sie dem Film eine Bewertung von 85 % (bei über 250 Bewertungen), bei der Internet Movie Database erzielte er 8 von 10 Punkten.
Die Kritiken fielen dagegen uneinheitlich aus. Stanley Kauffmann von The New Republic lobte in seiner letzten Filmkritik überhaupt, wie perfekt der Film das Prag des Jahres 1939 wieder auferstehen lasse und wie es ihm gelinge, durch die Verschmelzung von Originalaufnahmen und nachgestellten Szenen das Lebensgefühl in Prag kurz vor Ausbruch des Krieges zu vermitteln. Die Interviews mit den damals geretteten Kindern, inzwischen alt und weißhaarig, nannte er „einfach überwältigend“. Der Hollywood Reporter lobte die klare und kohärente Erzählweise, fand die nachgestellten Szenen aber kitschig und eher einem Low-Budget-Film angemessen als einem abendfüllenden Dokumentarfilm. Insgesamt sei der Film jedoch einer der seltenen herzerwärmenden Dokumentarfilme über den Holocaust. Die Los Angeles Times kritisierte ebenfalls die billig wirkenden nachgestellten Szenen und die unnötig schmalzige Musik, und fand, dies werde der großartigen Geschichte, die der Film erzählt, nicht gerecht.

## Auszeichnungen
Der Film wurde mit zahlreichen Preisen ausgezeichnet, darunter viele Publikumspreise. Auf dem Internationalen Filmfestival Karlovy Vary (2011) erhielt er den Publikumspreis und auf dem Montreal World Film Festival (2011) den Preis für den besten Dokumentarfilm.